# 오쿠노토

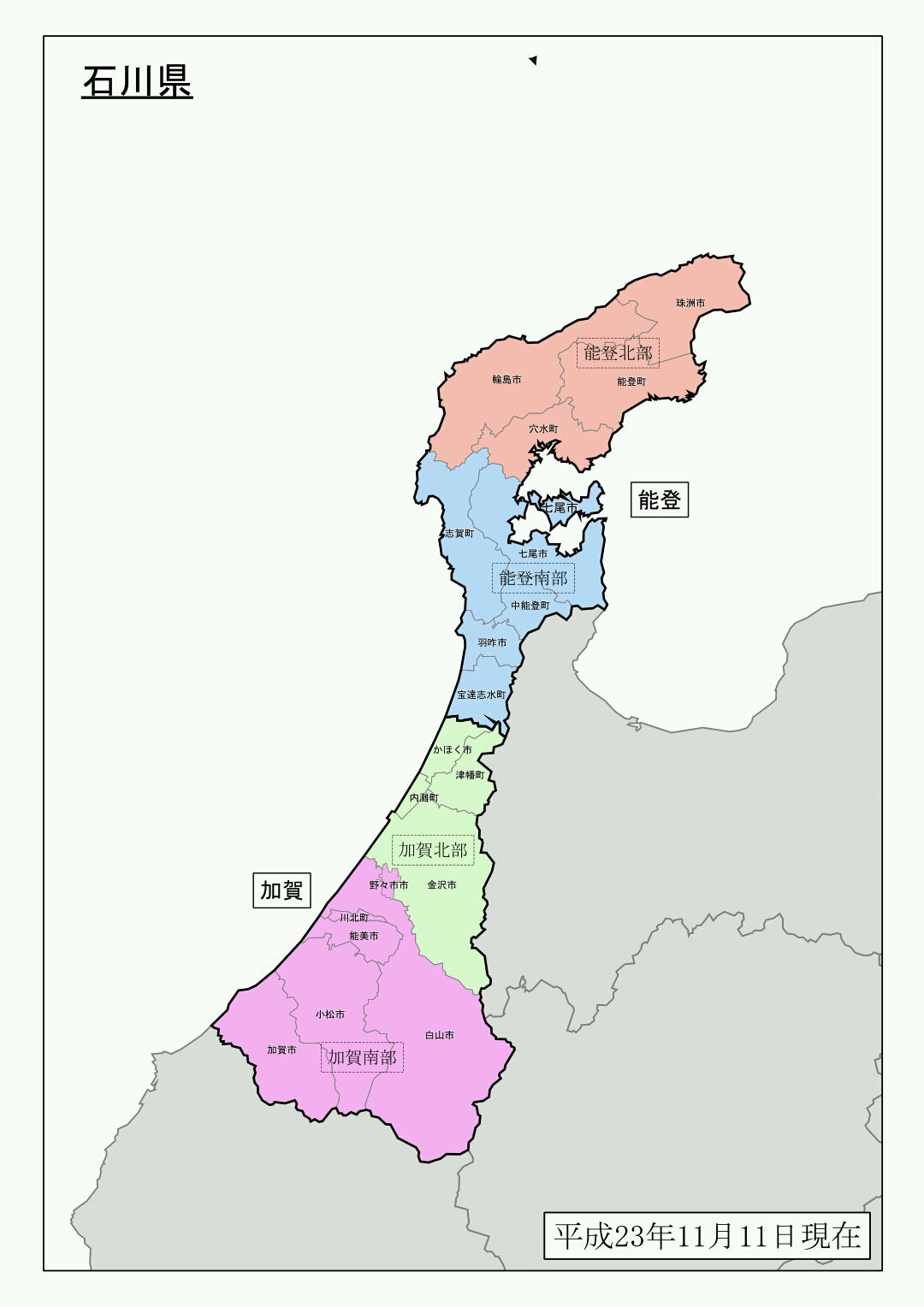
적색으로 나타낸 노토반도 북부를 오쿠노토 라고 한다.

오쿠노토(일본어: 奥能登 おくのと[*])는 일본 이시카와현의 노토반도 북부(노토반도 북쪽 끝)를 말한다. 와지마시·스즈시·아나미즈정·노토정이 있다.

## 오쿠노토 구릉
오쿠노토 지방에는 오쿠노토 구릉이라는 구릉이 있다(표고는 300~400m). 오쿠노토 구릉은 노토반도 북부의 남쪽을 차지한다.

## 지진
오쿠노토 지역은 지진이 많다. 이시카와현 스즈시를 중심으로 하는 오쿠노토 지방에서는 2020년 12월부터 군발지진 활동이 매우 활발해지고(노토 군발지진), 2022년 6월에 M5.4(진도6약), 2023년 5월에 M6.5(진도6강)의 지진(오쿠노토 지진)이 일어났다. 그리고 마침내 2024년 1월에 M7.6의 거대지진(노토반도 대지진)이 일어났다.

## 같이 보기
- 오쿠노토 지진
- 오쿠노토 구릉(일본어판)